# تيسير المشهداني
تيسير ناجح عواد المشهداني، هي مهندسة وسياسية عراقية. وتم انتخابها في الجمعية الوطنية للعراق في ديسمبر 2005 كجزء من جبهة التوافق العراقية التي يقودها العرب السنة. وهي عضوة في الحزب الإسلامي العراقي.
في 1 يوليو اختطفت مع 8 من حراسها عند نقطة تفتيش في حي الشعب الذي يقع في شمال شرق مدينة بغداد. اتهم حزبها جيش المهدي وهو أحد التنظيمات الشيعية المرتبطة بمقتدى الصدر بالوقوف وراء عملية الاختطاف، وتم اطلاق سراحها بعد احتجازها لمدة شهرين تقريبا.
توفيت مع زوجها محافظ ديالى هشام الحيالي نتيجة حادث سير في 18 آب 2012.